# Роберт Зееталер
Роберт Зееталер (на немски: Robert Seethaler) е австрийски писател и актьор, автор на романи и сценарии.

## Биография
Роберт Зееталер е роден през 1966 г. във Виена и там израства. Има вроден зрителен дефект (минус 19 диоптъра) и затова завършва основното си образование в училище за деца със зрителни увреждания.
Обучава се в актьорска школа във Виена и участва в множество продукции в киното и телевизията, играе в различни театри във Виена, Берлин, Щутгарт и Хамбург.
През 2015 г. заедно с Рейчъл Вайс се снима във филма „Младост“ на Паоло Сорентино.
Роберт Зееталер е автор на романи и сценарии. За литературното си творчество получава редица награди и стипендии.
Живее в Берлин-Кройцберг и Виена.

### Романи
- Die Biene und der Kurt, 2006, 2014
- Die weiteren Aussichten, 2008, 2010
- Jetzt wird’s ernst, 2010, 2012
- Der Trafikant, 2012, 2013
- Ein ganzes Leben, 2014
- Das Feld, 2018
- Der letzte Satz, 2020
- Das Café ohne Namen, 2023

### Сценарии
- Die zweite Frau, 2008
- Heartbreakin’
- Harry Stein

## Филмография (подбор)
- 1997: Die Knickerbocker-Bande (TV-Serie)
- 1998: Helden in Tirol
- 2000: Zehn wahnsinnige Tage
- 2001: Für alle Fälle Stefanie (TV-Serie)
- 2001: Victor – Der Schutzengel (TV-Serie)
- 2002: Liebe darf alles (TV-Mini-Serie)
- 2002: Küstenwache (TV-Serie)
- 2002: Juls Freundin
- 1999–02: Im Namen des Gesetzes (TV-Serie)
- 2003: Die Cleveren (TV-Serie)
- 2004: Komm, wir träumen!
- 2005: Mit Herz und Handschellen (TV-Serie)
- 2005: Die Spur im Schnee
- 2007: Schloss Einstein (TV-Serie)
- 2010: Der Winzerkönig (TV-Serie)
- 2015: Ewige Jugend
- 2003–16: Ein starkes Team (TV-Serie)
- 2017: SOKO Donau (TV-Serie)
- 2017: Tatort (Fernsehreihe)
- 2018: Der Trafikant (Film)

## Награди и отличия
- 2005: Tankred-Dorst-Drehbuchpreis der Drehbuchwerkstatt München für Heartbreakin’
- 2007: Debütpreis des Buddenbrookhauses für Die Biene und der Kurt
- 2008: Alfred-Döblin-Stipendium / Akademie der Künste Berlin
- 2008: Kulturpreis des Landes Niederösterreich
- 2009: Spreewald Literaturstipendium
- 2009: Grimme-Preis für Die zweite Frau (Bester Film)
- 2009: Nominierung für den Europäischen Medienpreis für Integration
- 2011: Staatsstipendium der österreichischen Bundesregierung
- 2011: Stipendium des Heinrich-Heine-Hauses der Stadt Lüneburg
- 2015: „Награда Гримелсхаузен“ für Ein ganzes Leben[3]
- 2016: Nominierung für den Man Booker International Prize
- 2016: Buchpreis der Wiener Wirtschaft
- 2017: „Награда Антон Вилдганс“[4]
- 2017: Shortlist des International DUBLIN Literary Award mit A Whole Life
- 2018: „Литературна награда на Рейнгау“ für Das Feld